# Hossam Hassan (calciatore 1989)
Hossam Hassan (in arabo حسام حسن‎?; Il Cairo, 30 aprile 1989) è un calciatore egiziano, centrocampista del Misr Lel Makasa.

## Statistiche

### Presenze e reti nei club
Statistiche aggiornate al 30 giugno 2015.
| Stagione        | Squadra                | Campionato      | Campionato | Campionato | Coppe nazionali | Coppe nazionali | Coppe nazionali | Coppe continentali | Coppe continentali | Coppe continentali | Altre coppe | Altre coppe | Altre coppe | Totale | Totale |
| Stagione        | Squadra                | Comp            | Pres       | Reti       | Comp            | Pres            | Reti            | Comp               | Pres               | Reti               | Comp        | Pres        | Reti        | Pres   | Reti   |
| --------------- | ---------------------- | --------------- | ---------- | ---------- | --------------- | --------------- | --------------- | ------------------ | ------------------ | ------------------ | ----------- | ----------- | ----------- | ------ | ------ |
| 2010-2011       | Al-Masry               | PL              | 22         | 0          | CE              | 1               | 0               | -                  | -                  | -                  | -           | -           | -           | 23     | 0      |
| 2011-2012       | Al-Masry               | PL              | 13         | 0          | -               | -               | -               | -                  | -                  | -                  | -           | -           | -           | 13     | 0      |
| 2012-2013       | Rizespor               | 1L              | 25         | 1          | TK              | 1               | 0               | -                  | -                  | -                  | -           | -           | -           | 26     | 1      |
| 2013-2014       | Al-Masry               | PL              | 14         | 1          | CE              | 1               | 0               | -                  | -                  | -                  | -           | -           | -           | 15     | 1      |
| Totale Al-Masry | Totale Al-Masry        | Totale Al-Masry | 49         | 1          |                 | 2               | 0               |                    | -                  | -                  |             | -           | -           | 51     | 1      |
| 2014-gen. 2015  | Gil Vicente            | PL              | 1          | 0          | CP+CdL          | 0+1             | 0               | -                  | -                  | -                  | -           | -           | -           | 2      | 0      |
| gen.-giu. 2015  | Al-Ittihad Alessandria | PL              | 7          | 0          | CE              | 0               | 0               | -                  | -                  | -                  | -           | -           | -           | 7      | 0      |
| Totale carriera | Totale carriera        | Totale carriera | 82         | 2          |                 | 4               | 0               |                    | -                  | -                  |             | -           | -           | 86     | 2      |

### Cronologia presenze e reti in Nazionale
| Cronologia completa delle presenze e delle reti in nazionale ― Egitto | Cronologia completa delle presenze e delle reti in nazionale ― Egitto | Cronologia completa delle presenze e delle reti in nazionale ― Egitto | Cronologia completa delle presenze e delle reti in nazionale ― Egitto | Cronologia completa delle presenze e delle reti in nazionale ― Egitto | Cronologia completa delle presenze e delle reti in nazionale ― Egitto | Cronologia completa delle presenze e delle reti in nazionale ― Egitto | Cronologia completa delle presenze e delle reti in nazionale ― Egitto |
| Data                                                                  | Città                                                                 | In casa                                                               | Risultato                                                             | Ospiti                                                                | Competizione                                                          | Reti                                                                  | Note                                                                  |
| --------------------------------------------------------------------- | --------------------------------------------------------------------- | --------------------------------------------------------------------- | --------------------------------------------------------------------- | --------------------------------------------------------------------- | --------------------------------------------------------------------- | --------------------------------------------------------------------- | --------------------------------------------------------------------- |
| 11-05-2012                                                            | Tripoli                                                               | Libano                                                                | 1 – 4                                                                 | Egitto                                                                | Amichevole                                                            | -                                                                     | 56’                                                                   |
| 15-08-2012                                                            | Salalah                                                               | Oman                                                                  | 1 – 1                                                                 | Egitto                                                                | Amichevole                                                            | -                                                                     | 76’                                                                   |
| 13-08-2017                                                            | Alessandria d'Egitto                                                  | Egitto                                                                | 1 – 1                                                                 | Marocco                                                               | Q. Campionato delle Nazioni Africane 2018                             | -                                                                     | 22’ 83’                                                               |
| 18-08-2017                                                            | Rabat                                                                 | Marocco                                                               | 3 – 1                                                                 | Egitto                                                                | Q. Campionato delle Nazioni Africane 2018                             | -                                                                     |                                                                       |
| Totale                                                                |                                                                       | Presenze                                                              | 4                                                                     |                                                                       | Reti                                                                  | 0                                                                     |                                                                       |